# Hydriomena periclata
Hydriomena periclata là một loài bướm đêm trong họ Geometridae.